# Мельковская слобода
Мелько́вская слобода́ — исторический район в современном Железнодорожном районе Екатеринбурга, располагался на берегах реки Мельковки (левобережного притока Исети) близ её устья. С запада ограничивался берегом Екатеринбургского заводского пруда, с севера — современной улицей Челюскинцев.

## История
Слобода возникла из деревни под названием Милкова (также Мельковая или Мелькова), названной по фамилии старшего среди её жителей некоего Данило Милкова, который в 1722 году подрядился заготовлять бревна для плотины будущего Екатеринбургского завода. Деревня находилась близ устья речки Черемшанки, которая позднее стала называться по названию деревни — Мельковой. Первые жители Мельковой были мастеровые, ремесленники, торговцы и шарташские старообрядцы. Занимались они выполнением дровяных и угольных подрядов для Екатеринбургского завода.
К 1735 году в деревне насчитывалось 35 дворов. В 1760-х годах по инициативе жителей Мельковки на пологом западном склоне Вознесенской горки, у ограды загородного командирского двора, была построена деревянная церковь Вознесения Господня (просуществовала до 1808 года). В 1770-х годах слобода была с севера и востока огорожена земляным валом обновлённой Екатеринбургской крепости. Лишь в XIX веке пригородная деревня стала называться Мельковской слободой.
В первой четверти XIX века в результате строительства нового пруда (Мельковского) при плотине золотого прииска отдельные низины слободы были затоплены, что привело к появлению в слободе хаотично застроенных односторонних улиц (однорядок или одинарок) — Сухаревской и Мельковской набережной, ликвидированных при последующей застройке.
К 1840 году северной границей слободы стала 1-я Мельковская (Северная) улица, восточной границей, за бывшим золотым прииском — улица Водочная (современная Мамина-Сибиряка). Слобода долгое время не входила в городскую черту Екатеринбурга. После окончания в 1879 году строительства горнозаводской железной дороги (на вокзал которой с левого берега Исети можно было попасть только минуя слободу) жизнь в Мельковке заметно оживилась. Верхотурскую улицу замостили камнем, деревянный мост на реке Мельковке сделали каменным. В слободе открылись крупные мастерские «Уральских каменных дел» А. И. Липина, ювелирная Д. М. Баричева, колбасная П. П. Моисеева, завод восковых свечей С. П. Салмина, 17 кузниц, четыре гильзовые мастерские, а также лавки, погребки, пивные. Была построена гостиница «Москва», трактиры Кибардина и Зотова. Одними из главных промышленных предприятий в слободе стали — механический завод Ятеса (позднее — «Уралтрансмаш»), винокуренный завод А. А. Шанцилло, паровая мельница И. И. Симанова. В средней части Верхотурской улицы сформировалась Мельковская площадь с базаром.
В ходе поэтапных реконструкций района слободы в 1930-х — 1970-х годах вся старая застройка была снесена, на её месте появилась жилая многоэтажная застройка, административные здания (ККТ «Космос») и спортивные комплексы (стадион «Динамо», «Дворец игровых видов спорта»), а также скверы.

## Население
Долговременная динамика численности населения:
| 41 муж. пола | н/д (35) |  | 725 |

## Электронные ресурсы
- Зейферт, В. В. Мельковская слобода // Энциклопедия Екатеринбурга [Электрон. ресурс] : электронная энциклопедия. — Электрон. дан. и прогр. — Екатеринбург. : ИИиА УрО РАН, год не указан. — 1 электрон. опт. диск (CD-ROM).